# Wawaloam
Wawaloam (antes de 1620 - depois de 1661) (também conhecida como Wararme) foi uma líder da tribo Narragansett em Rhode Island e era esposa de Miantonomi.
Wawaloam era filha de Sowheag (muitas vezes declarado erroneamente como Sequasson), um aliado de Miantonomi, que provavelmente era um Wangunk ou Nipmuc sachem que vivia perto do rio Connecticut. O nome "Wawaloam" pode se referir ao voo de um pardal na língua Nipmuc.
Em 1632, Wawaloam e Miantinomi visitaram o governador John Winthrop na sua casa em Boston, Massachusetts. Em 1638, Wawaloam e Miantonomi marcharam com Roger Williams para Hartford com cem guerreiros para negociar com as autoridades locais para a protecção da Providência. Em junho de 1661, enquanto estava na sua aldeia de Aspanansuck (Exeter Hill), Wawaloam assinou uma declaração sobre Misquamicut, que ela jurou ter sido tirada dos Pequots e dada a Socho (Sassawwaw) por serviços militares prestados antes da Guerra dos Pequot (1637). No final dos anos 1800, um fazendeiro em Exeter, Rhode Island William M. Bailey, criou um memorial de pedra para Wawaloan usando uma grande rocha e, mais tarde, uma escola perto de Exeter foi nomeada em sua homenagem. Um acampamento nas proximidades de Richmond, Rhode Island também recebeu o nome de Wawaloam.